# София Августа фон Золмс-Браунфелс
София Августа фон Золмс-Браунфелс (на немски: Sophie Auguste Prinzessin zu Solms-Braunfels; * 24 февруари 1796, Браунфелс; † 23 януари 1855) е принцеса от Золмс-Браунфелс и чрез женитба княгиня на Вид-Нойвид.

## Биография
Тя е втората дъщеря на княз Вилхелм фон Золмс-Браунфелс (1759 – 1837) и съпругата му вилд и рейнграфиня Августа фон Грумбах (1771 – 1810), дъщеря на Карл Лудвиг Вилхелм Теодор фон Салм, вилд и рейнграф фон Салм-Грумбах (1729 – 1799) и първата му съпруга принцеса Елизабет Кристиана Марияна фон Лайнинген (1753 – 1792).
София Августа фон Золмс-Браунфелс умира на 58 години на 23 януари 1855 г.

## Фамилия
София Августа фон Золмс-Браунфелс се омъжва на 11 юни 1812 г. в Браунфелс за 3. княз Йохан Карл Август фон Вид (* 26 май 1779, Нойвид; † 21 април 1836, Нойвид), третият син на княз Фридрих Карл фон Вид (1741 – 1809) и графиня Мария Луиза Вилхелмина фон Сайн-Витгенщайн-Берлебург (1747 – 1823). Те имат децата:
- Луитгарда Вилхелмина Августа (* 4 март 1813, Нойвид; † 9 юни 1870, Лаубах), омъжена на 11 септември 1832 г. за граф Ото фон Золмс-Лаубах (1799 – 1872)
- Вилхелм Херман Карл (* 22 май 1814, Нойвид; † 5 март 1864, Нойвид), 4. княз на Вид, женен на 20 юни 1842 г. за принцеса Мария фон Насау-Вайлбург (1825 – 1902), дъщеря на херцог Вилхелм I (1792 – 1839)
- Луиза Вилхелмина Текла (* 19 юли 1817; † 10 януари 1867)
- Ото Фридрих Албрехт (* 30 септември 1818; † 19 май 1835)